# Viktad kapitalkostnad
Viktad kapitalkostnad, även kallad WACC efter engelskans weighted average cost of capital, är en metod för att beräkna kostnader för ett företags finansiering.
Termen används även för det erhållna värdet av denna metod, vilket är den lägsta avkastning som ett företag kan tolerera för att klara av sina långivares räntekrav och sina ägares avkastningskrav. Därigenom är det ett sätt att ange avkastningskravet på totalt kapital.

## Beräkning
Beräkningen av den viktade kapitalkostnaden sker enligt följande formel:
{\displaystyle p={{\mbox{K}}_{e} \over {\mbox{K}}}r_{e}+{{\mbox{K}}_{f} \over {\mbox{K}}}(1-s)r_{f}}
där
{\displaystyle {\mbox{K}}={\mbox{K}}_{e}+{\mbox{K}}_{f}}
Definitioner:
| {\displaystyle p}              | Viktad kapitalkostnad                  |
| {\displaystyle {\mbox{K}}_{e}} | Eget kapital                           |
| {\displaystyle {\mbox{K}}_{f}} | Främmande kapital (exempelvis skulder) |
| {\displaystyle {\mbox{K}}}     | Företagets totala kapital              |
| {\displaystyle r_{e}}          | Avkastningskrav på eget kapital        |
| {\displaystyle r_{f}}          | Räntesats på främmande kapital         |
| {\displaystyle s}              | Skattesats                             |
Om man löser ut {\displaystyle r_{e}} erhålls den så kallade hävstångsformeln.